# Provincia di Tamanrasset
La provincia di Tamanrasset o Tamanghasset  (in arabo: ولاية تمنراست) è una delle 58 province dell'Algeria. Il capoluogo è Tamanrasset. Altre città sono Abalessa e Tazrouk.

## Popolazione
La provincia conta 176.637 abitanti, di cui 90.820 di genere maschile e 85.816 di genere femminile, con un tasso di crescita dal 1998 al 2008 del 2.6%.

## Distretti
Nella tabella sono riportati i comuni della provincia, suddivisi per distretto di appartenenza:
| Distretto                | Comuni                  |
| ------------------------ | ----------------------- |
| Distretto di Abalessa    | Abalessa                |
| Distretto di Tamanrasset | Tamanrasset · In Amguel |
| Distretto di Tazrouk     | Tazrouk · Idles         |